# Birkan Kanber
Birkan Kanber (* 26. Mai 1992 in Ankara) ist ein türkischer Fußballspieler.

## Karriere
Kanber kam in Keçiören, einem Stadtteil von Ankara, auf die Welt und begann 2004 in der Jugendabteilung von Gençlerbirliği ASAŞ, dem Zweitverein des türkischen Erstligisten Gençlerbirliği Ankara, mit dem Vereinsfußball. Nach vier Jahren wechselte Kanber in die Nachwuchsabteilung des Stammvereins Gençlerbirliği. Hier spielte er bis zum Sommer 2012. Anschließend kehrte er als Profispieler zu seinem alten Verein, welcher in der Zwischenzeit in Hacettepe SK umbenannt worden war, zurück. Bei Hacettepe nahm er am vorsaisonlichen Vorbereitungscamp teil und wurde anschließend an den Ligarivalen Kastamonuspor ausgeliehen. Bis zum Saisonende absolvierte er für diesen Verein 22 Ligaspiele. Zum Saisonende kehrte er zu Hacettepe zurück und wurde für die Spielzeit 2013/14 an den Viertligisten Tokatspor ausgeliehen.